# Aaron Cook (taekwondoka)
Aaron Cook (Dorchester, 2 gennaio 1991) è un taekwondoka britannico con passaporto moldavo.
Ha partecipato alle olimpiadi di Pechino 2008 all'età di 17 anni. È l'attuale Campione Europeo nella categoria 80 kg ed è il numero 2 nella Top 16 del WTF World Olympic Ranking. Da maggio 2015 rappresenta la Moldavia.

## Palmarès

### Mondiali di taekwondo
- Oro a Campionati mondiali di taekwondo junior 2008 - (Izmir)
- Bronzo a Campionati mondiali di taekwondo junior 2006 - (Vietnam)
- Bronzo a Campionati mondiali di taekwondo senior 2015 - (Chelyabinsk)

### Europei di taekwondo
- Oro a Campionati europei di taekwondo cadetti 2005 - (Palermo)
- Oro a Campionati europei di taekwondo junior 2007 - (Baku)
- Oro a Campionati europei di taekwondo senior 2010 - (San Pietroburgo)
- Oro a Campionati europei di taekwondo under 21 2010 - (Kharkov)
- Oro a Campionati europei di taekwondo senior 2012 - (Manchester)
- Oro a Campionati europei di taekwondo senior 2014 - (Baku)
- Bronzo a Campionati europei di taekwondo senior 2016 - (Montreux)
- Argento a Campionati europei di taekwondo senior 2018 - (Kazan)

### Grand Prix di taekwondo
- :  nel 2014  nel 2013 a Manchester
- :  nel 2015 a Mosca

### Altri risultati
Open
- :  nel 2014, 2015 (Fujairah Open)
- :  nel 2013, 2014 (Pan American Open)
- :  nel 2013 (Costa Rica Open)
- :  nel 2013 (Spanish Open)
- :  nel 2010, 2011 (British Open)
- :  nel 2013 (Trelleborg Open)
- :  nel 2011, 2014 (Austrian Open)
- :  nel 2011 (Israel Open)
- :  nel 2014 (Australia Open)
- :  nel 2008, 2012, 2013  nel 2009 (Belgian Open)
- :  nel 2012, 2014  nel 2013  nel 2007, 2008 (Dutch Open)
- :  nel 2007  nel 2005, 2012 (German Open)
- :  nel 2012  nel 2011, 2015 (US Open)
- :  nel 2010, 2013  nel 2007, 2009 (French Open)
- :  nel 2015 (Qatar Open)
- :  nel 2013 (Swiss Open)
- :  nel 2015 (Italia Open)